# Plan B
Plan B fou un duet porto-riqueny de reggaeton conformat pels cosins Orlando Javier Valle Vega (Chencho o Chencho Corleone) (Guayama, Puerto Rico; 19 de febrer de 1979) i Edwin Vásquez Vega (Maldy) (Guayama, Puerto Rico; 14 de març de 1982).

## Discografia
Àlbums d'estudi
- 2010: House Of Pleasure
- 2014: Love and Sex

Àlbums recopilatori
- 2002: El mundo del plan B